# Лунное божество
Лу́нное божество́ — сверхъестественное существо, связываемое с Луной. Лунные божества существуют в разных политеистических религиях и мифологиях.
| Имя божества                                  | Изображение | Мифология                                 | Описание |
| --------------------------------------------- | ----------- | ----------------------------------------- | --- |
| Селена и Геката (иногда Даная и Артемида)     |             | Древнегреческая                           | Лунным божеством была Селена (на илл.) и, в меньшей степени, Даная и Артемида. Богиней лунного света была Геката (иногда отождествлявшаяся с Селеной). Ритуальной птицей богинь луны была вертишейка (Йинкс). |
| Луна и Диана                                  |             | Римская                                   | Имя первой было дано спутнику Земли. |
| Триединая богиня                              |             | неоязыческая религия Викка                | Триединая богиня связывается с луной. На иллюстрации - символ Триединой богини в викке, представляющий молодую луну, полнолуние и старую луну                                                                 |
| Лусин                                         |             | Армянская мифология                       | |
| Мани                                          |             | Германо-скандинавская мифология           | Вместе с Соль - дети ётуна Мундильфари. |
| Ковава                                        |             | Мордовская мифология                      | |
| Суэн                                          |             | Аккадская                                 | Шумерам известен под именем Нанна. |
| Син                                           | Ассирийская | Аналог Суэна.                             | |
| Нанна                                         | Шумерская   | Наименование лунного бога Сина у шумеров. | |
| Кусра                                         |             | Арабская                                  | Богиня почиталась племенем Хавкум. |
| Аннит                                         |             | Вавилонская                               | Богиня луны. |
| Гиорги                                        |             | Грузинская                                | Грузинский лунный бог, который позже по созвучию имён слился с Георгием Победоносцем. |
| Чандра                                        |             | Индуистская                               | |
| Dewi Ratih и Silewe Nazarata                  |             | Индонезийская                             | Лунная богиня , почитающаяся на островах Ява и Бали, на острове Ниас её вариант — богиня Silewe Nazarata. |
| Сома                                          |             | Ведическая                                | Сменился вышеупомянутым Чандрой. |
| Неизвестно                                    |             | Мифология Кавказской Албании              | По Страбону, здесь почитали «Солнце, Зевса и Луну, в особенности же Луну». Страбон описывает албанский храм божества Луны и обряд происходивших здесь человеческих жертвоприношений                           |
| Чанси, Чанъи, Чанъэ и Лунный старец           |             | Китайская                                 | Чанъэ - богиня, живущая на Луне, Лунный старец - покровитель браков. |
| Арма                                          |             | Лувийская и хеттская                      | |
| Ярих                                          |             | Угаритская                                | лунное божество, покровитель Иерихона. |
| Шеларди                                       |             | Урартская                                 | богиня Луны. |
| Kušuḫ                                         |             | Хурритская                                | бог Луны. |
| Цукиёми                                       |             | Японская                                  | бог луны в синтоизме, управляющий ночью, приливами и отливами. |
| Ях, Хонсу и Джа, Тот, Исида.                  |             | Египетская                                | Ях почитался в Древнем царстве, Хонсу и Джа в Новом, с луной связывался бог мудрости Тот, а позднее богиня Исида.                                                                                             |
| Инянга (зулу iNyanga)                         |             | Зулусская                                 | Богиня луны. |
| Глети                                         |             | Дагомейская                               | Богиня луны. |
| Игалук                                        |             | Эскимосская                               | Бог луны. |
| Тонанцин, Мецтли, Теккистекатль и Койольшауки |             | Ацтекская                                 | Ряд божеств луны у древних ацтеков. |
| Мама Килья                                    |             | Мифология Инков                           | У инков богиней Луны была дочь бога-творца Виракочи. По берегам озера Титикака так же была известна богиня Луны Ка-Ата-Килья.                                                                                 |
| Лунная богиня майя                            |             | Мифология Майя                            | |
| Лона, Хина, Махина                            |             | Гавайская                                 | |
| Хорс                                          |             | Славянская                                | По некоторым трактовкам бог луны, однако большинство исследователей соотносят его с Солнцем. |
| Менес                                         |             | Балтийская                                | Бог луны у литовцев и латышей. |
| Ачугуайо                                      |             | Мифология Гуанчи                          | |
| Кори                                          |             | Галльская                                 | |
| Куутар                                        |             | Карело-финская                            | В русских переводах упоминается просто как Луна. |
| Бритомартида                                  |             | Критская                                  | Критская богиня, покровительница охотников, рыболовов, моряков. |
| Мано                                          |             | Саамская                                  | Олицетворение луны. |